# Pyrenestes sanguineus
Il pireneste rosso (Pyrenestes sanguineus Swainson, 1837) è un uccello passeriforme della famiglia degli Estrildidi.

## Descrizione

### Dimensioni
Misura fino a 14 cm di lunghezza, coda compresa.

### Aspetto
Si tratta di uccelli dall'aspetto massiccio, muniti di un robusto becco di forma conica e di una lunga coda rettangolare.

La colorazione è cremisi su testa, petto, fianchi, codione e coda, mentre ali, dorso e ventre sono di colore bruno: nella femmina, il rosso è meno esteso rispetto a quanto osservabile nel maschio, limitandosi a testa, codione e coda e solo in alcuni casi anche al petto. In ambedue i sessi le zampe sono di color carnicino (più scure nel maschio), il becco è nero-bluastro e gli occhi sono bruno-rossicci, con evidente anello perioculare bianco superiormente ed inferiormente e nerastro lateralmente, dimodoché l'uccello sembra avere una caratteristica espressione dagli occhi socchiusi.

## Biologia
Si tratta di uccelli dalle abitudini diurne, che vivono da soli o in coppie, a volte in associazione col becco azzurro occidentale: essi passano la maggior parte del tempo fra la vegetazione, alla ricerca di cibo.

### Alimentazione
La dieta del pireneste rosso consta principalmente di semi e granaglie, il cui involucro viene spezzato agevolmente grazie al forte becco di cui questi uccelli dispongono: fra i semi prediletti vi sono quelli di carice ed altre graminacee, ma questi uccelli si nutrono anche dei semi immaturi di riso. Oltre a ciò, essi integrano la propria dieta anche con bacche e frutta, e molto sporadicamente anche con insetti.

### Riproduzione
Il nido consiste in una struttura globosa di un diametro che può raggiungere i 30 cm, ubicata nel folto della vegetazione (solitamente alla biforcazione di un ramo, fra i rampicanti o fra le foglie di pandano): alla sua costruzione partecipano entrambi i partner. All'interno del nido la femmina depone 3-4 uova biancastre, che essa provvede a covare alternandosi col maschio per 14-16 giorni. I nidiacei, ciechi ed implumi alla schiusa, vengono accuditi da ambedue i genitori, e sono in grado d'involarsi a 21-24 giorni di vita: essi tendono tuttavia a rimanere nei pressi del nido per almeno altre due settimane, dormendo al suo interno assieme ai genitori durante la notte e chiedendo loro sempre più sporadicamente l'imbeccata, prima di allontanarsene definitivamente.

## Distribuzione e habitat
Il pireneste sanguigno è diffuso nella porzione occidentale della Guinea, occupando un areale che va dal Senegal alla Costa d'Avorio. Il suo habitat è rappresentato dalle aree paludosi, dai canneti, dalle aree umide con presenza di macchie alberate e radure erbose o cespugliose: questi uccelli colonizzano inoltre risaie e terreni incolti.

## Tassonomia
Se ne riconoscono due sottospecie:
- Pyrenestes sanguineus sanguineus, la sottospecie nominale, diffusa in Senegambia e Guinea-Bissau;
- Pyrenestes sanguineus coccineus Cassin, 1848, diffusa in Liberia, Sierra Leone e Costa d'Avorio;

Secondo alcuni autori, anche le altre due specie ascritte al genere Pyrenestes (Pyrenestes minor e Pyrenestes ostrinus) andrebbero riclassificate come sottospecie di P. sanguineus, rispettivamente coi nomi di Pyrenestes sanguineus minor e Pyrenestes sanguineus ostrinus: tuttavia, attualmente la maggior parte degli studiosi è concorde nel ritenere le tre popolazioni come specie separate.
Il nome scientifico della specie, sanguineus, deriva dal latino e significa "del colore del sangue", in riferimento alla caratteristica livrea di questi uccelli.